# Петрищево (Вологодская область)
Петрищево — деревня в Междуреченском районе Вологодской области.
Входит в состав Сухонского сельского поселения, с точки зрения административно-территориального деления — в Сухонский сельсовет.
Расстояние до районного центра Шуйского по автодороге — 15,8 км. Ближайшие населённые пункты — Вахрушево, Копылово, Подберезново.
По переписи 2002 года население — 10 человек.